# カイ・フォーバス
カイ・フォーバス（Kai Forbath 1987年9月2日- ）はカリフォルニア州サンタモニカ出身のアメリカンフットボール選手。現在はダラス・カウボーイズに所属している。ポジションはプレースキッカー。

## 経歴

### プロ入りまで
カリフォルニア州サンタモニカで生まれた彼は、同州シャーマンオークスにあるノートルダム高校に進学、33本のFGのうち26本を成功、213点をあげた。高校時代に決めた最長のFGは57ヤードである。またキックオフ188回中150回をタッチバックとした。こうした活躍でUSAトゥデイよりオールアメリカンに選ばれた。
大学進学を前にした2006年、Rivals.comより全米ナンバー1キッカーと評価された。カリフォルニア大学、ノートルダム大学、オレゴン大学からのオファーも受けた彼が進学先に選んだのは、UCLAだった。
2006年を練習生として過ごした後、2007年には30本中25本のFGを成功、トライフォーポイント30回全てを成功させてチームトップの105点をあげた。この年UCLAの選手としては初めて50ヤード以上のFGを5本成功、オレゴン大学戦では54ヤードのFGを成功させている。
2年目の2008年には22本中19本を成功、最後の13本は連続で成功させ、パシフィック・テン・カンファレンスのファーストチーム、オールアメリカンサードチームに選ばれた。テネシー大学戦では4オーバータイムに42ヤードの決勝FGを成功させた。
2009年、29本中26本のFGを成功（50ヤード未満のFGは全て成功、50ヤード以上のFG6本中3本を成功）、トライフォーポイントを23本中22本成功、100得点をあげて、全米最優秀キッカーに与えられるルー・グローザ賞をアラバマ大学のリー・キフィン、ジョージア大学のブレア・ウォルシュと争った末、受賞した。
2010年11月6日のオレゴン州立大学戦では試合終了と同時に51ヤードの決勝FGを決めた。この年もルー・グローザ賞のセミファイナリストとなっている。
大学通算で84.2%のFGを成功、これはジョン・リー（85.0%）に次ぐ歴代2位の記録であった。また2本以上のFG成功27試合、3本以上のFG成功13試合と2つのNCAA記録を残した。

### NFL
2011年のNFLドラフトを前に、プレースキッカーとして全米で2番目に高い評価を受けていたが、重傷を負っていた彼は、ドラフトでは指名されず、8月2日、ダラス・カウボーイズとドラフト外エージェントで契約を結んだ。この年彼はNFIリストにとどまり、2012年4月16日にウェーバーされた。翌17日にタンパベイ・バッカニアーズと契約を結び、プレシーズンゲームでは55ヤードのFGを含む5本すべてのFGを成功させたが、コナー・バースとのポジション争いに敗れた。
2012年10月9日、ワシントン・レッドスキンズのワークアウトにオリンド・メア、ジョシュ・ブラウンらとともに参加、不振のビリー・カンディフの代わりに契約を結んだ。10月14日のミネソタ・バイキングス戦で50ヤードのFGを成功させた。第14週のボルチモア・レイブンズ戦では48ヤード、49ヤードのFG、そしてオーバータイムに34ヤードの決勝FGを成功させた。第16週のフィラデルフィア・イーグルス戦で2本のFGを成功させ、それまでギャレット・ハートリーが持っていたNFLの新人記録を更新する17本連続のFGを成功させている。